# 瀧本雫葉
瀧本 雫葉（たきもと しずは、1999年5月8日 - ）は、日本のAV女優。ティーパワーズ所属。

## 略歴
2023年9月にプレステージ出版よりヌード写真集『NATURALLY』を発売後、11月にプレステージ専属女優としてAVデビュー。デビュー作『新人 プレステージ専属デビュー グラビアからAVへ。元グラドル「瀧本雫葉」セックス解禁。』は、2023年11月20日週、11月27日週FANZAレンタルフロアランキングにて2週連続1位を記録した。

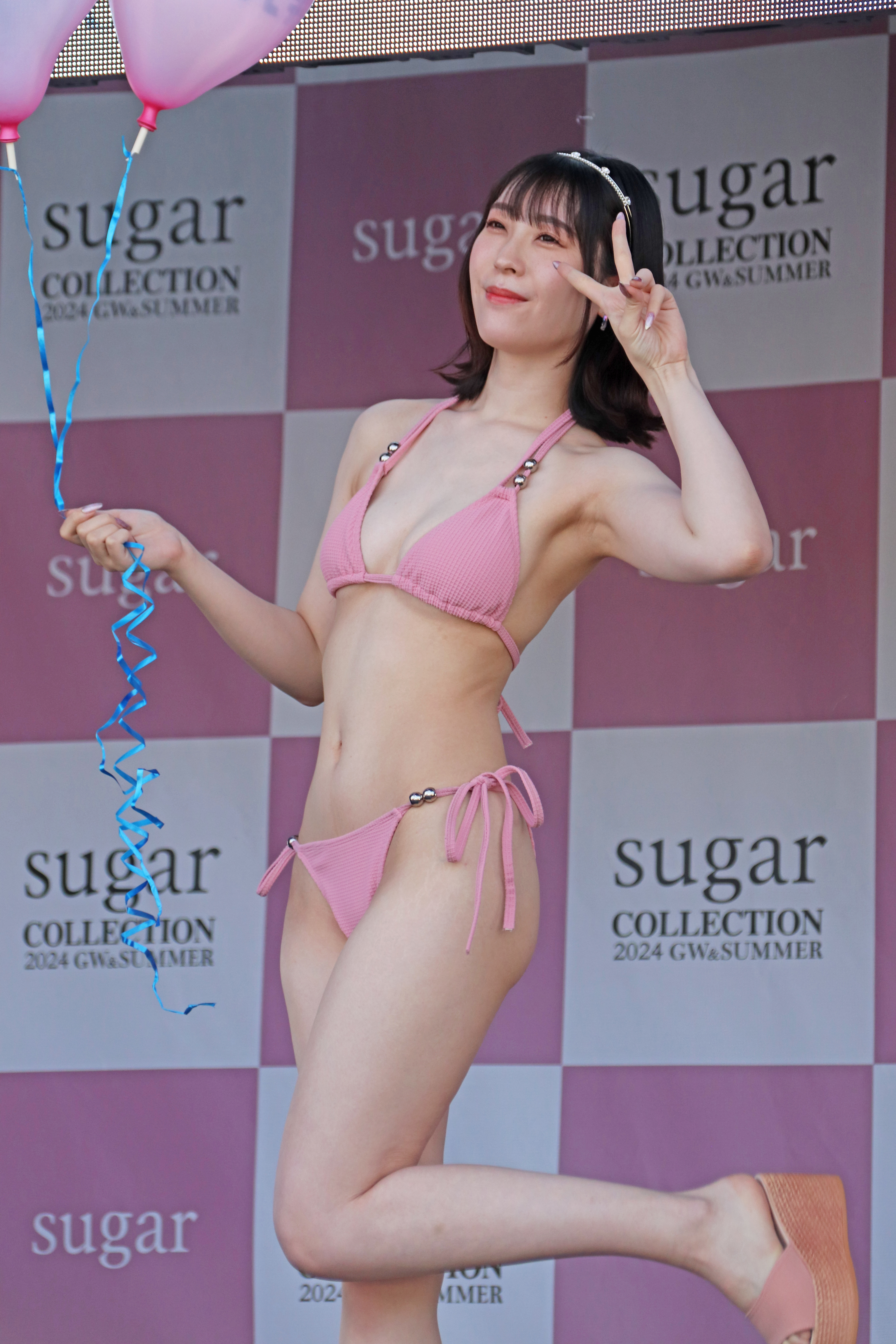
水着ファッションショーでランウェイを歩く瀧本（2024年）

2024年2月19日週FANZAレンタルフロアランキングでは『天然成分由来 瀧本雫葉汁 120% 83』が1位を記録した。集英社『週刊プレイボーイ』は、同作が2024年のプレステージで一番売れた作品であったと報道した。
2024年8月9日から8月11日まで、台湾・台北南港展示センター ホール2（TaiNEX2）で行われたイベント『TRE台北国際成人展』に参加。

## 人物
神奈川県出身。趣味、特技はネイル、刺繍。
漫画及びアニメの『ドラえもん』シリーズのファンであり、コラムを執筆したこともある。
恐竜学検定に初級、中級共に合格している。
台湾では2024年の「TRE台北国際成人展」に出席した際、AIよりすごい体として脚光を浴び報道された。

## 作品

### アダルトビデオ
- 新人 プレステージ専属デビュー グラビアからAVへ。元グラドル「瀧本雫葉」セックス解禁。（11月24日、プレステージ）
- 絶頂ランジェリーナ（12月29日、プレステージ）

- 美少女と、貸し切り温泉と、濃密性交と。 24（1月26日、プレステージ）
- 天然成分由来 瀧本雫葉汁 120％ 83（2月16日、プレステージ）[11]
- スプラッシュ雫葉（3月22日、プレステージ）
- 風俗タワー 性感フルコース ACT.44（4月19日、プレステージ）
- 新・絶対的美少女、お貸しします。 ACT.119（5月17日、プレステージ）
- 働く痴女系お姉さん vol.24（6月21日、プレステージ）
- 唇が溶けるほどのベロキス性交（7月19日、プレステージ）
- 何もない田舎で幼馴染と、汗だく濃厚SEXするだけの毎日。 case.13（8月16日、プレステージ）
- 瀧本雫葉 なまなかだし（9月6日、プレステージ）
- 婚前カノジョが完堕ちするまでぶっ壊された ずぶ濡れ性交（10月18日、プレステージ）
- ねっちょりセックスに溺れる文系女子。粘着性高湿度サイレントセックス 瀧本雫葉（11月15日、プレステージ）
- 瀧本雫葉 8時間 BEST PRESTIGE PREMIUM EXCLUSIVE vol.01（12月6日、プレステージ）
- リミットブレイクSEX 絶対的美少女の殻をブチ破るドM覚醒性交 VOL.10 瀧本雫葉（12月20日、プレステージ）

- 「私、セックスが本当に好きなんです…。」 case.03 瀧本雫葉（1月17日、プレステージ）
- 息子の担任教師は保護者を食い尽くす性欲モンスターでした…。 瀧本雫葉（2月21日、プレステージ）
- 完全主観 × 鬼イカせ イッても止めない激FUCK!!! 追撃5,000ピストン 瀧本雫葉（3月21日、プレステージ）
- 瀧本雫葉が素人♂を逆ナン!（4月18日、プレステージ）
- 瀧本雫葉と朝まで過ごせる 超高級デートクラブ（6月20日、プレステージ）
- 究極の美脚。 瀧本雫葉（7月4日、プレステージ）
- クレーム謝罪ハラスメント 瀧本雫葉（8月15日、プレステージ）

### イメージビデオ
- Shizuha Drops of a dream・瀧本雫葉（2024年4月18日、REbecca）
- Shizuha2 Foreign love・瀧本雫葉（2024年12月19日、REbecca）
- Shizuha3 Ripple Lips・瀧本雫葉（2025年5月15日、REbecca）

### 写真集
- 瀧本雫葉ファースト写真集 WHITE HOTEL（2025年1月29日、徳間書店、撮影：LUCKMAN）ISBN 978-4-19-865950-9 [12]

### デジタル写真集
- NATURALLY 瀧本雫葉（9月8日、プレステージ出版、撮影：富田恭透）
- NATURALLY ANOTHER CUT（11月10日、プレステージ出版、撮影：富田恭透）
- Only One 瀧本雫葉（12月15日、プレステージ出版、撮影：滝スズゴウ）※【グラビア写真集】と【ヌード写真集】の2種類あり。

- Only One ANOTHER CUT（1月19日、プレステージ出版、撮影：滝スズコウ）
- 絶対的スーパーナチュラルポーズブック 瀧本雫葉（2月16日、プレステージ出版、撮影：潤）
- 絶対的セクシーポーズブック 瀧本雫葉（4月26日、プレステージ出版、撮影：潤）
- Innocent -イノセント- 瀧本雫葉（8月9日、プレステージ出版、撮影：富田恭透）※【グラビア写真集】と【ヌード写真集】の2種類あり。
- 絶対的透け透けテカテカポーズブック 瀧本雫葉（11月29日、プレステージ出版、撮影：潤）

- 瀧本雫葉 Exclusive BEST 01（7月25日、プレステージ出版）※写真集『NATURALLY』『Only One』『Innocent -イノセント-』のベストカットと未公開カットを収録。

## その他製品

### トレーディングカード
- PRESTIGE Playing card vol.1（2024年3月29日、プレステージ）※専属女優11名が参加したプレステージ公式トランプ。数量限定販売。
- PRESTIGE Playing card ver.2（2025年3月28日、プレステージ）※専属女優10名が参加したプレステージ公式トランプ。数量限定販売。シリアルナンバー入りケース付属。